# Franche-Comté
Het Franche-Comté (Arpitaans: Franche-Comtât, Nederlands: het vrijgraafschap Bourgondië) is een voormalige provincie en regio van Frankrijk. Het gebied ligt in het oosten van het land, aan de grens met Zwitserland. De belangrijkste steden in het gebied zijn Besançon, Montbéliard, Belfort en Dole. Sinds 2016 maakt het Franche-Comté deel uit van de regio Bourgogne-Franche-Comté.

## Aangrenzende regio's
| Aangrenzende regio's | Aangrenzende regio's | Aangrenzende regio's | Aangrenzende regio's | Aangrenzende regio's |
| -------------------- | -------------------- | -------------------- | -------------------- | -------------------- |
| Champagne-Ardenne    |                      | Lotharingen          |                      | Elzas Jura (CH)      |
|                      |                      |                      |                      |                      |
| Bourgogne            | Neuchâtel (CH)       |                      |                      |                      |
|                      |                      |                      |                      |                      |
|                      |                      | Rhône-Alpes          |                      | Vaud (CH)            |

## Geschiedenis
La Franche-Comté betekent letterlijk "het vrije graafschap". Hiermee wordt verwezen naar een graafschap dat ontstond in het noordelijke deel van het historische koninkrijk van Bourgondië. De volledige benaming hiervan was "het vrije graafschap van Bourgondië" of kortweg "het vrijgraafschap Bourgondië".
Van de 14e tot de 17e eeuw bevond het Franche-Comté zich in een personele unie met de Bourgondische Nederlanden en de Habsburgse Nederlanden. Het Spaanse Rijk verloor het gebied echter in 1674, tijdens de Hollandse Oorlog, aan Frankrijk. Door de Vrede van Nijmegen (1678) werd het Franche-Comté formeel een onderdeel van Frankrijk. Het vormde een aparte provincie, en later een aparte regio.

## Bestuurlijke indeling

Departementen van het Franche-Comté

Het Franche-Comté is verdeeld in vier departementen:
- Doubs
- Jura
- Haute-Saône
- Het Territoire de Belfort

## Afkomstig uit het Franche-Comté
- Jacques de Molay († 1314), laatste grootmeester van de Tempeliers
- Antoine Perrenot de Granvelle (1517–1586), invloedrijke kardinaal in de Nederlanden
- Balthasar Gerards (circa 1557–1584), de moordenaar van Willem van Oranje
- Jean-Jacques Fauche de Domprel (circa 1597–1662), aartsbisschop van Besançon
- Jules Grévy (1813–1891), president van Frankrijk
- Louis Pasteur (1822–1895), scheikundige en bioloog